# Мартин Русин
Мартин Русин (у науковому світі Martinus Ruthenus, Мартин Король (1422 — перед 1 серпня 1453), пол. Marcin Król) — математик, астролог, астроном, лікар, професор Краківського університету. Засновник кафедри астрономії Краківського університету та наукової школи, з якої вийшов Микола Коперник. Прийняте в польській науці ім'я Марцін Круль є перекладом його прізвиськ з латини «Rex», «dictus Rex», «Rex in medicinis», які він отримав від сучасників за широкі знання в медицині.

## Життєпис
Народився Мартин в селі Журавиці біля Перемишля, був сином простого українського селянина Івана (за даними видання «Polski Słownik Biograficzny» 1974 року, ім'я батька чітко невідоме). Вражаючі природні здібності дозволили йому після закінчення школи в рідному Перемишлі у 1440 р. вступити до Краківського університету як син Яна з Перемишля радше в літньому семестрі 1440 року, ніж у зимовому 1438—1439 років — як син Станіслава з Журавиці (за версією Людвіка та Александра Біркенмаєрів).
1444 року став бакалавром вільних мистецтв, магістром — 1445 року. Викладав на відділі вільних мистецтв наук Краківського університету (КУ) або бакалавром, або зразу після закінчення навчання. Зокрема, арифметику — за власним підручником «Algorismus minutiarum novae compilationis», пояснював працю Яна Пекхмана «Perspectiva communis». Отримавши звільнення від університетських обов'язків, у 1445 році виїхав за кордон для навчання. 18 листопада 1445 став "mistrz"ом Празького університету, чому сприяв Мартин з Ленчиці — декан відділу митців Празького університету, опікун польських студентів в ПУ. Відмовився стати тут професором. Вважають, що під час дороги до Болоньї перебував в університетах Лейпціга, Відня, Падуї, де налагоджував контакти. В Падуї познайомився з Георгом фон Пурбахом 1448 року. Під час вивчення медицини в 1448—1449 роках у Болоньї викладав астрономію в місцевому університеті. Восени 1449 року став доктором медицини в Болоньї, потім виїхав до двору великого князя Яноша Гуньяді, де став надвірним лікарем. Тут підтримував стосунки з Яном Витезем — єпископом Великого Варадину, гуманістом, бібліофілом, на дворі якого перебував, зокрема, Григорій з Сяніка. На межі 1449—1450 років на двір Я. Гуньяді написали листи Ян Длугош, потім — кардинал Збіґнєв Олесницький. З них відомо, що Ян Длугош, який повертався з Риму, мав спровадити до Кракова молодого лікаря-вченого для порятунку життя старіючого краківського кардинала. Також просили його або привезти самому, або передати Григорію з Сянока, що вертався до Польщі, рукопис Тита Лівіуса «Ab urbe condita». М. Русин в 1450 повернувся до Кракова, тут очолив університетську колегіатуру Стобнера, що чекала на нього. У КУ заснував кафедру астрології.
Усі праці Мартина написані загальновизнаною тоді в науковому світі латиною, він був людиною з надзвичайно високим рівнем національної свідомості, називаючи себе не Мартин Король, а саме Мартин Русин (Martinus Ruthenus). В італійських університетах, де було заведено записувати усіх студентів з півночі лише як німців або поляків, він наполягав на тому, щоб його писали як «Мартина з Рутенії (Martinus ex Rutheniae)».
На кафедрі М. Русина, який в числі перших звернув увагу на недоліки системи Г. фон Пурбаха, навчалися Яків із Залісся, Іван Брошка з Підляшшя, Микола з Шадка, Михайло з Довгопілля, Амброзій з Бардієва, Григорій з Нового Села, Бернард Ваповський з Радохонець, Юрій Котермак з Дрогобича, який, власне, і став першим вчителем Миколая Коперника.
Заробив досить грошей лікарською та астрологічною практиками, надавав позики під процент. Виконавцями його заповіту були професори Краківського університету Мацей зі Слупчі, Станіслав з Бжезін, аптекар Матвій з Кракова. М. Русин більшість своїх заощаджень заповів на допомогу у навчанні студентам, які походили з-під Перемишля. Ймовірно, гроші від його боржників отримувала кафедра астрлогії Краківського унів. На 1974 рік не була відомою основна частина тексту заповіту. Рідному братові Флоріяну, який залишився в Журавиці і все життя працював на ріллі, він залишив 600 широких празьких грошів (відомості Міхала Ковальчука) (корова вартувала приблизно 1 празький гріш).
Помер молодим перед 1 серпня 1453 року.